# Лудвиг IV (Свещена Римска империя)
Лудвиг IV Баварски (на немски: Ludwig IV der Bayer) е херцог на Горна Бавария (1294 – 1340) и пфалцграф при Рейн (1294 – 1329), римско-немски крал (1314 – 1347), от 1328 г. император на Свещената Римска империя и от 1327 г. крал на Италия в началото на 14 век.
Лудвиг е първият от династията Вителсбах, който получава кралски и императорски сан.

## Борба за трона
След смъртта на император Хайнрих VII през 1313 година, Фридрих I (под името на Фридрих III) Австрийски се кандидатира за трона на империята. Фридрих може да разчита на курфюрста на Кьолн – архиепископ Хайнрих, на пфалцграф Рудолф, на херцог Рудолф Саксонски и на двамата бранденбургски маркграфове; следователно, пет от седем избирателни гласове са на негова страна. Макар тези германски принцове да го поддържат, под натиска на Петер фон Аспелт, архиепископ на Майнц, на 20 октомври 1314 г. е избран за римско-немски крал Лудвиг IV Баварски, който е набързо коронован в Бон и след 25 ноември повторно коронован в Аахен. Така започва дълга война за трона между Лудвиг IV и Фридрих III. Главната военна подкрепа на Фридрих предоставя брат му Леополд I, херцог на Австрия, а на Лудвиг – Ян Люксембургски. Отделно гласовете за Трир и Чехия са в ръцете на Люксембургския дом, тъй като архиепископ в тези области е Балдуин Люксембургски, братът на покойния император. Тази партия обаче не излъчва собствен кандидат, защото чешкият крал Ян е едва на 17 години. Затова партията залага на кандидат от Вителсбахите, а именно херцогът на Горна Бавария Лудвиг.
Лудвиг удържа победа на 28 септември 1322 година в битка при Мюлдорф на Ин над армията на херцог Фридрих III Австрийски. Лудвиг пленява Фридрих и го държи три години в рицарския затвор на замъка Траусниц в долината, за което е подложен на съществен политически натиск от католическия свят. Той се споразумява със стария си приятел и го освобождава под клетва. Според нея Фридрих признава върховенството на Лудвиг и се задължава да убеди все още непокорилия се брат Леополд да прибере меча си. В крайна сметка Фридрих не успява във второто и доблестно се завръща на разположение на своя победител в Мюнхен. Този рицарски жест впечатлява Лудвиг, който умело го използва – заявява, че отстъпва римскогерманската корона на приятеля си Фридрих, а за себе си – тази на Император на Свещената Римска империя.

## Отлъчване
След конфликт с папа Йоан XXII е Лудвиг е отлъчен от църквата през 1324 г. Реабилитиран е едва през 1468 г. след реконструкцията на църквата „Света Богородица“ в Мюнхен от наследниците му.

## Преразпределяне на владения
През 1329 г. той се съгласява Пфалц да се отдели от Бавария, давайки го на другата част от рода, но придобива Графство Тирол и Херцогство Бранденбург, както и областите Холандия, Зеландия и Фризия. Главните му градове са Мюнхен и Нюрнберг, като в Мюнхен се намира резиденцията му. 
Лудвиг Баварски е погребан в църквата Фрауенкирхе, Мюнхен.

## Деца
Император Лудвиг IV се жени 1308 г. в Силезия за принцеса Беатрикс от Силезия-Глогау (1290 – 1322), дъщеря на херцог Хайнрих III от Глогау и съпругата му принцеса Мехтхилд фон Брауншвайг-Люнебург. Те имат шест деца:
- Матилда Баварска (1313 – 1346) ∞ 1323 в Нюрнберг: Фридрих II ландграф на Тюринген (1310 – 1349) (Ветини)
- мъртвородено (*/† 1314)
- Лудвиг V (1315 – 1361), херцог на Горна Бавария, маркграф на Бранденбург, граф на Тирол
- Анна (1316 – 1319)
- Агнес (1318 – ?)
- Стефан II (1319 – 1375), херцог на Долна Бавария-Ландсхут

За втори път император Лудвиг IV се жени на 25 февруари 1324 г. в Кьолн за принцеса Маргарета I Холандска (1307/1311 – 1356) от Дом Авен, дъщеря на граф Вилхелм III от Холандия и съпругата му принцеса Жана Валоа. Те имат десет деца:
- Маргарета (1325 – 1374)

1. ∞ 1351 Стефан от Хърватия, Далмация и Славония (1332 – 1353), син на крал Карл Роберт Анжуйски от Унгария
2. ∞ 1358 граф Герлах фон Хоенлое († 1387)

- Анна (1326 – 1361) ∞ 1339 херцог Йохан I от Долна Бавария (1329 – 1340)
- Лудвиг VI Римлянина (1328 – 1364/1365), херцог на Горна Бавария и курфюрст на Бранденбург
- Елизабета Баварска (1329 – 1402), господарка на Верона и графиня на Вюртемберг

1. ∞ 1350 Кангранде II от Верона от Дом делла Скала (1332 – 1359, убит)
2. ∞ 1362 Улрих фон Вюртемберг (1342 – 1388, убит в битка)

- Вилхелм I (1330 – 1388), 1-ви херцог на Долна Бавария-Щраубинг
- Албрехт I (1336 – 1404), 2-ри херцог на Долна Бавария-Щраубинг
- Беатриса (1344 – 1359) ∞ 1356 Ерик XII от Швеция (1339 – 1359)
- Агнес (1345 – 1352)
- Ото V (1346 – 1379), курфюрст на Бранденбург
- Лудвиг (1347 – 1348